# سعيد علواني النجار
سعيد علواني النجار (1920 - 2004) هو محامي واقتصادي وأكاديمي مصري، حاصل على شهادة البكالوريوس من كلية الحقوق بجامعة القاهرة عام 1942، وحاصل على شهادة الدكتوراه في الاقتصاد السياسي عن رسالته (التصنيع في مصر) من إنجلترا عام 1951، عمل في التدريس الجامعي بكلية الحقوق بجامعة القاهرة حتى عام 1960، ثم عمل بعد ذلك أستاذًا للاقتصاد بكلية الاقتصاد والعلوم السياسية عند تأسيسها عام 1961، وخلال تدريسه ألف العديد من الكتب في علم الاقتصاد والتجارة الدولية والتنمية الاقتصادية وتاريخ الفكر الاقتصادي.

## مؤلفاته
1. إقتصاديات عجز الميزانية.
2. افاق التنمية العربية في التسعينات.
3. الإصلاح الاقتصادي والمفاهيم الخاطئة.
4. الاقتصاد العالمي والبلاد العربية في عقد التسعينيات.
5. البطالة والتحول نحو اقتصاد تصديري.
6. التخصيصية والتصحيحات الهيكلية في البلاد العربية.
7. الجات والنظام التجاري العالمي.
8. الحسبة بين القران والتراث.
9. الحقوق الأساسية للبلدان النامية في ظل الغات ومنظمة التجارة العالمية.
10. السياسات المالية وأسواق المال العربية.
11. القطاع الخاص ومستقبل التعاون العربي المشترك.
12. الليبرالية الجديدة ومستقبل التنمية في مصر.
13. النظام الاقتصادي العالمي على عتبة القرن الواحد والعشرين.
14. بعض القضايا الأساسية في إستراتيجية التنمية الزراعية.
15. تجديد النظام الاقتصادي والسياسي في مصر.
16. سياسة الاستثمار في البلاد العربية.
17. لحظات من العدالة.
18. مراحل النمو الاقتصادي.
19. مصر وتحديات العصر.
20. نحو استراتيجية قومية للاصلاح الاقتصادي.
21. نحو تفسير مستنير للتراث.
22. نظامنا السياسي في مفترق الطرق.
23. نظرية الثمن.
24. أضواء جديدة على الفكر الاقتصادي.
25. أوروبا المتحدة.
26. السكان و السياسات الدولية.